# سكوت ويلسون (ملحن)
سكوت ويلسون هو ملحن كندي، ولد في 26 نوفمبر 1969.

## وصلات خارجية
- سكوت ويلسون على موقع ميوزك برينز (الإنجليزية)
- سكوت ويلسون على موقع ديسكوغز (الإنجليزية)